# Molefi Kete Asante

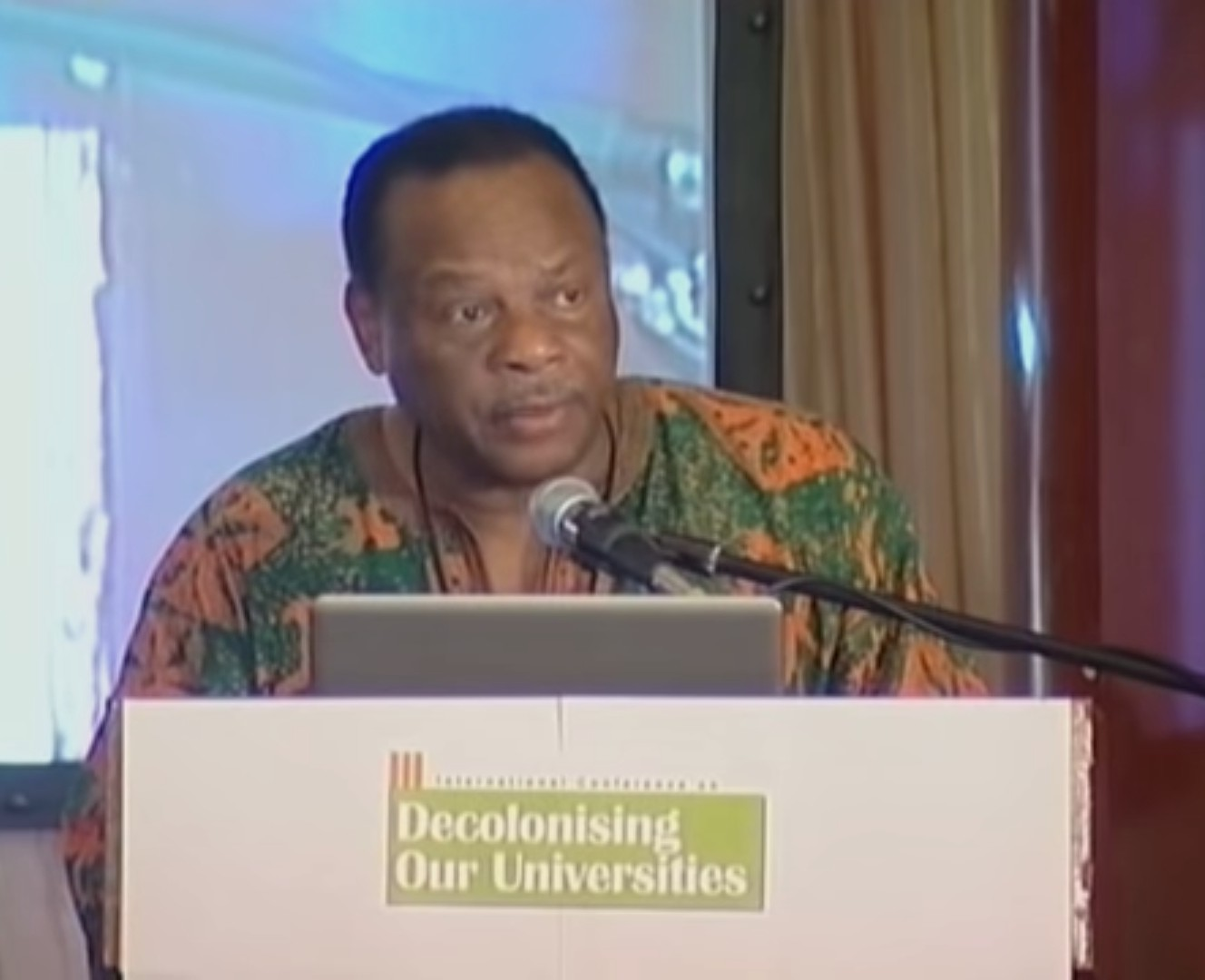
Molefi Asante, 2011

Molefi Kete Assante, geboren als Arthur Lee Smith jr. (Valdosta, Georgia, 14 augustus 1942), is een Afrikaans-Amerikaanse professor. Hij is een leidende figuur in de velden van Afrikaans-Amerikaanse studies, Afrikaanse studies en communicatie-studies. Tegenwoordig is hij professor in het Department of African Studies aan de Temple University, waar hij het PhD programma in Afrikaans-Amerikaanse studies heeft opgezet. Hij is president van het Molefi Kete Asante Instituut voor Afrocentrische Studies.
Asante is bekend door zijn stukken over Afrocentrisme, een stroming die de velden van sociologie, interculturele communicatie, kritische theorie, politieke wetenschap, de geschiedenis van Afrika en sociaal werk heeft beïnvloed. Hij is de auteur van meer dan 66 boeken en de oprichter en redacteur van de Journal of Black Studies. Hij is de vader van de auteur en filmmaker M. K. Asante.

## Biografie

### Vroeg leven
Asante is geboren als Arthur Lee Smith jr. in Valdosta, Georgia; de vierde van zestien kinderen. Zijn vader, Arthur Lee Smith, werkte in een pinda-warenhuis en daarna op de Georgia Southern Railroad; zijn moeder werkte als huisvrouw. Tijdens de zomers keerde Asante terug naar Georgia om te werken in de tabak- en katoenvelden om schoolgeld te verdienen. Een tante, Georgia Smith, moedigde hem aan om zijn opleiding voort te zetten; ze gaf hem zijn eerste boek, een verzameling van korte verhalen door Charles Dickens.

### Opleiding
Als jongvolwassene ging Smith naar het Nashville Christian Institute, een door de Church of Christ opgerichte kostschool voor zwarte studenten in Nashville, Tennessee. Daar haalde hij zijn middelbareschooldiploma in 1960. Terwijl hij nog op de middelbare school zat, kwam hij in aanraking met de Burgerrechtenbeweging, waar hij meedeed aan de Fisk University studentenmars in Nashville.
- Bibsys: 90267662
- Biblioteca Nacional de España: XX1003112
- Bibliothèque nationale de France: cb120016966 (data)
- Catàleg d'autoritats de noms i títols de Catalunya: 981058514560806706
- Gemeinsame Normdatei: 133030792
- International Standard Name Identifier: 0000 0001 0897 3825
- Library of Congress Control Number: n80060504
- Nationale Bibliotheek van Letland: 000105709
- Nationale Bibliotheek van Tsjechië: jx20050517001
- Nationale Bibliotheek van Israël: 987007324426305171
- Nederlandse Thesaurus van Auteursnamen: 068444249
- SNAC: w6j424b2
- Système universitaire de documentation: 028118723
- Virtual International Authority File: 47940175
- WorldCat: E39PBJqFQMdXKHw9D3BttWQcyd